# Epomops franqueti
Epomops franqueti је врста слепог миша из породице великих љиљака (Pteropodidae).

## Распрострањење
Ареал врсте Epomops franqueti обухвата већи број држава. 
Врста има станиште у Судану, Камеруну, Замбији, Анголи, Републици Конго, ДР Конгу, Обали Слоноваче, Гани, Руанди, Уганди, Нигерији, Танзанији, Бенину, Централноафричкој Републици, Екваторијалној Гвинеји, Габону и Тогу.

## Станиште
Станишта врсте су шуме и травна вегетација.

## Угроженост
Ова врста је наведена као последња брига, јер има широко распрострањење и честа је врста.